# Shanice van de Sanden
Shanice Janice van de Sanden (* 2. Oktober 1992 in Utrecht) ist eine niederländische Fußballnationalspielerin surinamischer Abstammung.

## Vereinskarriere
Van de Sanden spielte in der Jugend des VVĲ aus ihrer Heimatstadt Ĳsselstein, ehe sie zur SV Saestum wechselte. Bei dem Hoofdklasse-Klub aus Zeist spielte die Stürmerin zunächst in der männlichen B-Jugend, wurde jedoch schon in der Saison 2008/09 auch in der ersten Mannschaft der Frauen eingesetzt. Ehrendivisionär FC Utrecht, der eng mit der SV Saestum zusammenarbeitet, wurde auf die junge Spielerin aufmerksam und holte sie 2009 in sein Team. In der Eredivisie erzielte sie in der Spielzeit 2009/10 in 15 Begegnungen vier Tore. Zur Saison 2010/11 wechselte sie zum Ligakonkurrenten SC Heerenveen, ein Jahr später zum FC Twente. 2016 bis 2017 spielte sie beim Liverpool FC Women. Seit 2017 war sie bei Olympique Lyon unter Vertrag. Dort gewann sie zweimal das Triple aus Meisterschaft, Pokal und Champions League sowie je noch einmal die Meisterschaft und die Champions League.
Zu Beginn der Saison 2020/21 wechselte sie zum VfL Wolfsburg. Dort lief ihr Vertrag im Sommer 2022 aus und sie wechselte wieder zum FC Liverpool.

## Nationalmannschaft
Schon mit 16 Jahren debütierte Shanice van de Sanden in der A-Nationalmannschaft. Bondscoach Vera Pauw war durch ihre Spiele für Saestum und Utrecht auf sie aufmerksam geworden und berief sie im Dezember 2008 in ihr Team. Im Freundschaftsspiel gegen Frankreich trug sie beim 2:0-Sieg erstmals das Oranje-Trikot auf dem Platz. Ihren ersten Treffer für die Niederlande erzielte sie beim Cyprus Women's Cup am 12. März 2009; zum 5:0 trug sie das vierte Tor bei. Bis August 2009 kam sie auf neun Länderspiele in Oranje, in denen sie zwei Tore erzielte. Sie wurde als jüngste Spielerin ins Aufgebot der Niederländerinnen für die EM-Endrunde in Finnland berufen, was sich für sie „wie ein Traum anfühlte“. Beim Turnier war sie die zweitjüngste Teilnehmerin, nach der Ukrainerin Oksana Jakowyschyn. Im Halbfinale gegen England wurde sie kurz vor Ende der Verlängerung eingewechselt.
Danach spielte sie aber noch für die U-19-Mannschaft, u. a. in der Gruppenphase bei der U-19-Fußball-Europameisterschaft der Frauen 2010 sowie in beiden Qualifikationsrunden und der Endrunde der U-19-Fußball-Europameisterschaft der Frauen 2011.
Für die EM 2013 wurde sie ebenso nicht berücksichtigt wie die Qualifikation für die WM 2015. Für diese wurde sie aber nominiert, hatte dort aber nur einen neunminütigen Kurzeinsatz im ersten WM-Spiel der Niederländerinnen, das mit 1:0 gegen Neuseeland gewonnen wurde. Danach wurde sie zunehmend häufiger eingesetzt und bei der EM 2017 in ihrer Heimat war sie Stammspielerin. Sie wurde in den sechs Spielen der Niederländerinnen eingesetzt, dabei fünfmal ausgewechselt. Im ersten Gruppenspiel gegen Norwegen erzielte sie das einzige Tor des Spiels. Im Viertelfinale gegen Schweden bereitete sie das Tor zum 2:0-Endstand vor und im Finale das Tor zum zwischenzeitlichen 1:1 (Endstand 4:2).
In der anschließenden Qualifikation für die WM 2019 kam sie in allen zwölf Spielen der Niederländerinnen zum Einsatz, wurde dabei aber zehnmal ausgewechselt. Mit drei Toren trug sie dazu bei, dass sich die Niederländerinnen das letzte europäische WM-Ticket sicherten. Zwischen den Qualifikationsspielen gewann sie mit der Mannschaft noch den Algarve-Cup 2018.
Bei der WM in Frankreich wurde sie in den sieben Spielen der Niederländerinnen eingesetzt, dabei aber viermal ausgewechselt. Im zweiten Gruppenspiel gegen Kamerun bereitete sie das erste Tor vor (Endstand 3:1). Mit sechs Siegen erreichten die Niederländerinnen das Finale, verloren dieses aber mit 0:2 gegen Titelverteidiger USA. Durch den Finaleinzug hatten sie sich aber schon erstmals für die Olympischen Spiele qualifiziert.
Für das vom 21. Juli bis 7. August 2021 in Japan stattgefundene olympische Fußballturnier 2020, das wegen der COVID-19-Pandemie um ein Jahr verschoben worden war, wurde sie für den Nationalmannschaftskader nominiert. Sie kam in den drei Gruppenspielen zum Einsatz und erzielte dabei zwei Tore. Auch im Viertelfinale gegen Weltmeister USA, das im Elfmeterschießen verloren wurde, stand sie in der Startelf, war beim Elfmeterschießen aber schon nicht mehr dabei.
In der danach begonnenen der Qualifikation für die WM 2023 wurde sie in den fünf Spielen des Jahres 2021 immer eingesetzt, danach aber noch nicht wieder.
Für die EM 2022 wurde sie am 31. Mai 2022 lediglich als Stand-by-Spielerin nominiert. In der Qualifikation dazu war sie siebenmal eingesetzt worden.

## Erfolge
Nationalmannschaft
- Europameister 2017
- Algarve-Cup: 2018 (zusammen mit Schweden[9])
- Weltmeisterschaft: 2. Platz 2019

Vereine
- National:
  - BeNe League: Titel 2012/2013, 2013/14
  - Niederländischer Pokal: Titel 2009/10, 2014/15
  - Französische Meisterschaft: Titel 2017/18, 2018/19, 2019/20
  - Französischer Pokal: Titel 2018/19, 2019/20
  - DFB-Pokal: Titel 2020/21, 2021/22
  - Deutsche Meisterschaft: Titel 2021/22
- International:
  - UEFA Women’s Champions League: Titel 2017/18, 2018/19, 2019/20
  - Women’s International Champions Cup: Titel 2019

## Privates
Sanden hat seit 21. November 2023 mit ihrer Lebensgefährtin Tatjana Jempormiasse eine Tochter.